# Большие Ошворцы
Большие Ошворцы — деревня в Якшур-Бодьинском районе Удмуртской Республики Российской Федерации.

## География
Деревня находится в центральной части республики, в восточной части района, в зоне хвойно-широколиственных лесов, между реками Большой Иж и Лудошурка.

### Уличная сеть
Семь улиц: ул. Заречная,  ул. Молодёжная,  ул. Садовая,  ул. Советская,  ул. Тихий Ключ,  ул. Центральная,  ул. Юбилейная.

### Климат
Климат характеризуется как умеренно континентальный, с продолжительной холодной многоснежной зимой и относительно коротким тёплым летом. Среднегодовая многолетняя температура воздуха составляет 2,4 °С Средняя температура воздуха самого тёплого месяца (июля) — 18 °C (абсолютный максимум — 36,6 °C); самого холодного (января) — −15 °C (абсолютный минимум — −47,5 °C). Среднегодовое количество атмосферных осадков составляет 532 мм, из которых большая часть выпадает в тёплый период.

## История
Административный центр муниципального образования Большеошворцинское, упраздненного Законом Удмуртской Республики от 11.05.2021 № 43-РЗ к 25 мая 2021 года.

## Население
| 2010 | 2012 |
| ---- | ---- |
| 453  | ↗481 |

### Национальный состав
Согласно результатам переписи 2002 года, в национальной структуре населения удмурты составляли 79 % из 516 чел.

## Известные уроженцы, жители
Большеошворцинскую семилетнюю школу окончила Федора Андреевна Пушина, Герой Советского Союза. 
Бутолин Евгений Германович доктор медицинских наук, профессор, заслуженный деятель науки Удмуртской Республики, заслуженный работник высшей школы РФ, заведующий кафедрой клинической биохимии ИГМА

## Инфраструктура
В деревне находится школа в которой училась Ф.А. Пушина. Школа носит её имя.
В деревне находится памятник-обелиск на групповом захоронении умерших от ран воинов Великой Отечественной войны.

## Транспорт
Деревня доступна автотранспортом.  